# 砂糖法
砂糖法（さとうほう、英: Sugar Act）は、1764年4月5日に英国首相ジョージ・グレンヴィルの主導により英国議会で制定された関税に関する法律である。アメリカ歳入法（英: American Revenue Act）、アメリカ関税法（英: American Duties Act）とも呼ばれる。法の序文には、「この王国の歳入を改善するには新しい規定と規制を確立すべきである ... また ... 歳入を高めるべく努めることは正当であり不可欠である ... 上述のものを防衛し、保護し、安全を確保する費用を負担するために」と述べていた。砂糖法の制定以前には糖蜜法（1733年成立）があり、これは英領でない植民地から輸入される糖蜜に1ガロン当たり6ペンスを課すことによって英領西インド諸島産の糖蜜を保護するためものだったが、植民地の課税逃れのために実際に徴収されることはなかった。砂糖法は、関税率を1ガロン当たり3ペンスに減額する一方、徴税の強制力を強めたものである。また、課税対象もワイン、コーヒー、衣類などに広げられた。もっとも密貿易者とそれを取り締まる職員には甘いものとなっていた。英国はフレンチ・インディアン戦争（1754年 – 1763年）で負った莫大な負債を返済するための資金集めという意図が強かった。

## 背景
砂糖法の前身である糖蜜法（1733年）は、イギリス領西インド諸島の大規模プランテーション所有者の主張を大きな理由として英国議会を通過した。糖蜜はニューイングランドでラム酒製造のために使われていた。ニューイングランドや大西洋岸中部の植民地と、西インド諸島のフランス、オランダ、スペイン領植民地の間で貿易額が拡大していた。イギリス領西インド諸島で生産される糖蜜はその競争相手よりもかなり価額が高く、その代価に植民地から提供される木材や魚類などの物品には需要がなかった。18世紀の初めにおいて、イギリス領西インド諸島はイギリスの重要な貿易相手だったので、英国議会はそこから来る要請に気を遣っていた。しかし議会は、植民地が他国領の島々と貿易することを禁止せよという西インド諸島の要求に従うよりも、英国領外から輸入される糖蜜に対して法外に高い関税を課する方針を採り、糖蜜法を成立させた。もしこの関税が正しく徴収されていれば、ニューイングランドに向けた糖蜜の輸入ルートを実質的に閉ざし、ニューイングランドのラム酒産業の大半は崩壊していただろう。事実は密貿易や税関役人に対する賄賂や脅迫によって、この法律は骨抜き状態だった。
アメリカではフレンチ・インディアン戦争とよばれた七年戦争のとき、イギリス政府は戦費を賄うために国債をかなり増やした。戦争が終わった1763年2月、ビュート伯ジョン・ステュアートが首班を務める内閣は、植民地にイギリス陸軍の正規兵1万名を駐屯させておく決断をした。その後間もなくジョージ・グレンヴィルがビュート伯と交代した。グレンヴィルは前任者の政策を支持し、その年5月にポンティアック戦争が起こった後でも変わらなかった。グレンヴィルはその軍隊の費用を払うだけでなく、国債の償還という問題に直面した。負債は七年戦争前の7,500万ポンドから、1763年1月には1億2,260万ポンドにまで増加しており、1764年初めでは8億ポンド以上となっていた。
グレンヴィルは植民地が利益に繋がるとか負債の償還に貢献するとは期待していなかったが、植民地の防衛のためにアメリカ人が幾らかでも費用を負担してくれることを期待した。大陸の植民地と西インド諸島で軍隊を維持していくための費用推計額は、毎年約20万ポンドになっていた。グレンヴィルは毎年推計78,000ポンドの収入になる歳入増加計画を考案した。

## 法の成立
糖蜜法は1763年に失効することになっていた。税関の監督官たちは終戦とカナダを獲得した結果として糖蜜とラム酒の需要が大きく拡大することを予測し、需要が増加するのであれば、税率を大幅に下げ、徴収するのに妥当なレートに落ち着かせたいと考えた。1764年、新しい砂糖法が議会で可決されると、糖蜜にかかる税率は半分になった。その法の文面は厳密に執行することに加えて、立法の目的が単純に貿易を規制することではなくて（糖蜜法はイギリス以外の供給者に対する合法の貿易を閉ざそうとしていた）、歳入を上げることだとしていた。
新しい法は具体的な商品を挙げており、中でも重要なのは木材であって、イギリスにのみ輸出が可能となっていた。商船の船長には、積荷の詳細目録を準備し、積荷を降ろす前に目録を提出、照査を受けることを求められていた。税関役人には、あらゆる違反者を、商務的な密貿易に甘い裁定をしがちな現地の陪審員裁判ではなく、副海事裁判所にゆだねる権限を与えられた。
歴史家のフレッド・アンダーソンは、この法の目的が「戦後の帝国を襲った財力と支配力の問題を解決するため」だったと記した。このために「3種類の手段」が講じられた。すなわち、「税関の強制力をより効果のあるものにすること、アメリカで大いに消費される物品に新しい税を課すること、および歳入を最大化する方向に既存の課税率を調整すること」だった。

## 植民地に与えた影響
砂糖法は1764年4月5日に議会で成立し、経済不況の只中の植民地に報らされた。これは間接税だったが、植民地人はこの法の存在を十分に伝えられることになった。その理由の大部分は、七年戦争の間にイギリス陸軍に対する食糧と物資の供給に関わっていたことで植民地経済はかなりの分け前が得られたことだった。しかし、植民地の住民、特に商人や海運業者のように直接影響のある者達はこの目に見えて高い新しい関税の考え方が大きな問題の発端だと見なした。砂糖法に対する抗議が高まっていったのは、アメリカ人にとって主要な標的だった「代表なき課税」という憲法上の問題よりもむしろ経済的衝撃だった。
ニューイングランドは特にこの砂糖法から経済的損失を味わった。法の厳格な適用で密貿易は危険で賭けを伴うものとなり、植民地人たちは、ラム酒がもたらす利鞘はあまりにも小さく、原料となる糖蜜に税金をかけられたのではどうにもならないと論じた。多くのアメリカ人は価格を上げることを強いられ、市場では高すぎて手が出なくなる恐れが生じた。一方、イギリス領西インド諸島はこの時植民地の輸出品にしっかりと目をつけており、供給が需要を上回るように仕向け、支出を抑えることによって利益をあげた。このため、ニューイングランドでは輸出高が減少した。西インド諸島は、植民地に流通する硬貨の源流であったため、植民地における硬貨の蓄えが激減していくにつれ、地域通貨の健全性が脅かされた。
この法に対する抗議の陰にいた2人の主要な運動家がともにマサチューセッツ人のサミュエル・アダムズとジェイムズ・オーティスだった。彼らは代表権の無い議会で制定された法律が今後も植民地の経営を脅かすものと訴えて、植民地人の支持を得ることに成功した。1764年8月、ボストンの50人の商人がイギリスの贅沢品の購入を停止することに合意し、ボストンとニューヨーク双方で、植民地内生産量を上げる動きが起こった。散発的に暴力沙汰が起こり、最も著名なものはロードアイランド植民地でのものだった。しかし全体的として見れば、ニューイングランドでも植民地の他の部分でも、砂糖法に対してはまだ抗議運動はそれほどには盛り上がらなかった。強い抗議が始まるのは、翌年後半に印紙法が制定されてからである。
砂糖法は1766年に撤廃され、イギリスのものにしろ外国のものにしろ、輸入される糖蜜に掛かる関税を1ガロンあたり1ペニーに減額する1766年の歳入法に置き換えられた。これは、印紙法の撤廃とほぼ同じ時期である。